# 富山地方鉄道3530形電車
富山地方鉄道3530形電車（とやまちほうてつどう3530がたでんしゃ）は、富山地方鉄道に在籍した路面電車車両である。

## 概要
1951年に日本車輌でデ3531 - 3535の5両が製造され、富山軌道線で使用された。車体は新造だが機器類は旧型車のものを再利用している。戦後製の電車としてはきわめて珍しい四輪単車で、台車はブリル21Eを履く。手ブレーキと発電ブレーキを装備し、空気ブレーキ装置はなかったが、3533には1999年に取り付けられている。
車体は全長8mと短く、外板・骨組みなどは鋼鉄だが車内は木材を利用している半鋼製車である。ヘッドライトはかつて前面窓下の中央に1灯あったが、1978年に2灯化された。同時に側窓はHゴムを用いた固定窓になった。1996年には3533の前面窓をアルミサッシに改造している。集電装置は、ビューゲルとトロリーポールの中間的形態で、いわゆる「Yゲル」と呼ばれるものを用いていたが、後年Zパンタになっていた。
1966年に3531と3532が、1971年に3535が廃車となり、残った2両は除雪用となった。路面の除雪は自動車で行うため、フランジの通過する部分が雪に埋まらないようにすることと、凍結防止剤の散布のために使われた。
1999年には3534が廃車となった。翌年に、残った3533は書類上機関車扱いとなったが、2008年に廃車・解体され形式消滅した。